# Código Forestal Brasileño
El Código Forestal Brasileño fue promulgado por Ley N.º 4771 del 15 de septiembre de 1965. El código establece límites sobre el uso de la propiedad, los cuales deben cumplirse con respecto a la la vegetación existente en la tierra, y la cual se considera de interés común para todos los habitantes de Brasil.
El primer Código Forestal Brasileño fue creado por el Decreto N º 23.793 de 23 de enero de 1934, posteriormente derogado por la Ley 4.771/65, que establece el Código Forestal actual.
El geógrafo de Aziz Ab'Saber de Universidad de São Paulo criticó el texto del nuevo Código Forestal 2012 "al no considerar la zonificación física y ecológica de todo el país, dejando de lado la importancia de la diversidad de los paisajes naturales en Brasil ".
El profesor especialista en el Amazonas, con mucho conocimiento de la región y su gente, sugirió "la creación de un Código de la Biodiversidad para implementar la protección de especies de flora y fauna".
Brasil puede perder su liderazgo mundial en la responsabilidad ambiental, después de que el Parlamento aprobó un nuevo Código Forestal 26 de abril de 2012, afirmaron representantes de WWF y Greenpeace. La aprobación del texto del diputado Paulo Piau (PMDB-MG) puede causar un cambio de esa percepción positiva anterior. "Para WWF y Greenpeace, la aprobación del texto es más un reflejo de que el Congreso no tiene el apoyo de la opinión pública." El texto debe ser considerado ahora por la presidenta Dilma Rousseff, quien puede vetarlo.